# Einherjar
Também conhecidos como "Os Guerreiros de Odin", os Einherjar são os guerreiros mortos recolhidos pelas Valquírias para irem ao palácio de Valhala, onde viverão em banquetes e fartura até o derradeiro dia do Ragnarok. As valquírias escolhiam apenas os melhores e mais heróicos guerreiros.
Em Asgard, eles festejavam à noite e lutavam durante o dia. Seus ferimentos eram curados magicamente. Dessa maneira, realizavam sua preparação interminável para estarem prontos para o Ragnarok.
Mas somente a metade destes guerreiros são acolhidos por Odin, a outra metade dos bravos guerreiros que tombaram no campo de batalha, são recebidos pela deusa Freyja em seu palácio, chamado Fólkvangr ("campo de batalha").
Ainda assim, no fim dos tempos, o deus Heimdallr tocará sua trompa Gjallahorn, convocando estes guerreiros mortos a se reunirem em um só grupo e marcharem ao lado dos deuses, contra os gigantes e os monstros liderados por Loki. 